# Li Sedol
Li Sedol (rođen 2. marta 1983), ili Li Se-dol, je bivši južnokorejski profesionalni Go igrač ranga 9. dana. Od februara 2016. bio je na drugom mestu među međunarodnim titulama (18), iza samo Li Čang-hoa (21). Njegov nadimak je „Snažni kamen” („Ssen-dol”). U martu 2016. odigrao je zapaženu seriju mečeva protiv programa AlphaGo koji se završio tako što je Li izgubio 1–4.
Dana 19. novembra 2019, Li je objavio da se povlači iz profesionalne igre, navodeći da nikada ne bi mogao da bude najbolji igrač Goa zbog sve veće dominacije AI. Li ih je nazvao „entitetom koji se ne može pobediti“. U članku Njujork tajmsa iz 2024. godine, Li je rekao da je „gubljenje od veštačke inteligencije u izvesnom smislu značilo da se ceo moj svet urušava“. Takođe je ponudio dodatni uvid u razlog zašto se penzionisao: „Nisam više mogao da uživam u igri. Zato sam se povukao.”

## Spoljašnje veze
- Yi Se-Tol on Sensei's Library
- Korea Baduk Association profile (in Korean)
- 1st match against AlphaGo
- 2nd match against AlphaGo
- 3rd match against AlphaGo
- 4th match against AlphaGo
- 5th match against AlphaGo
- AlphaGo (documentary featuring Lee)